# Nancy Wheelerová
Nancy Wheelerová (nepřechýleně Nancy Wheeler) je fiktivní postava z amerického seriálu Stranger Things vytvořeného společností Netflix. Postavu Nancy ztvárňuje americká herečka Natalia Dyer. Mezi lety 2016–2021 byla postava Nancy jednou ze dvou hratelných postav ve hře Dead by Daylight.

## Život
Nancy je dcerou Karen a Teda Wheelerových, má dva mladší sourozence – bratra Mikea a sestru Holly. V prvních dvou sezónách je jejím přítelem populární student místní školy Steve Harrington, v průběhu druhé série se jejím přítelem stane Jonathan Byers.

### První řada
Její nejlepší kamarádkou je Barbara „Barb“ Hollandová, která na večírku, kterého se s Nancy účastní, záhadně zmizí. Poté, co Nancy zjistí, že Barb zmizela, utvoří spojenectví s Jonathanem, kterému zmizel bratr Will a zjistí, že za únosy stojí podivné monstrum. V průběhu vyšetřovaní Nancy s Jonathanem objeví novou dimenzi „Vzhůru nohama“, z něhož pochází monstrum Demogorgon, které Willa a Barb uneslo.
Poté, co je zadrží policie a překazí jim jejich plán na zabití Demogorgona, se spojí s náčelníkem policie Jimem Hopperem, Jonathanovou matkou Joyce Byersovou, bratrem Mikem a jeho kamarády Dustinem Hendersonem, Lucasem Sinclairem a Jedenáctkou, dívkou s telekinetickými schopnostmi, kterou chlapci objevili v lese, aby našli Willa a Barb.

### Třetí řada
Ve třetí řadě se z Nancy a Jonathana stanou stážisté v novinách The Hawkins Post, jejich nadřízení si z Nancy ale utahují a mají na ni sexistické narážky. Společně se zaobírají případem, kdy u paní Driscollové ve sklepě krysy pojídají hnojivo, přičemž se vydávají za novináře. Když o tom vypráví v práci kolegům, akorát se jí vysmějí a označí paní Driscollovou za blázna. Nancy ale ve svém pátraní pokračuje a odhalí tak stvoření Mozkožrout. Následně se spojí s ostatními, aby toto stvoření zastavili.

### Čtvrtá řada
Ve čtvrté řadě Nancy pracuje jako redaktorka ve školních novinách The Weekly Streak po boku svého spolužáka Freda Bensona. Poté, co je místní populární studentka Chrissy Cunninghamová zavražděna, Nancy s Fredem její vraždu vyšetřují na místě činu, kde se Nancy dozvídá se o Victoru Creelovi, muži, který zavraždil svou rodinu a byl umístěn do Pennhurstské léčebny. Mezitím, co vyslýchá svědky, se Fred ztratí a později je nalezen mrtvý. Po jeho smrti se setkává se Stevem, Dustinem, Max a Robin a dozvídá se o monstru jménem Vecna, který je zodpovědný za smrt Chrissy a Freda. Během vyšetřování s Robin narazí na spojení mezi Vecnou a smrtí členů rodiny Creelových v 50. letech. Když Vecna uvězní Nancy ve své mysli, objeví jeho pravou identitu Henryho Creela a Jedničky, prvního testovacího subjektu v laboratoři, spolu s jeho plánem otevřít brány napříč Hawkinsem, aby do něj vypustil příšery z Obráceného světa. Poté, co ji Vecna nechá odejít, informuje o tom své přátele, kteří vymyslí plán, jak jej zabít. Nancy, Steve a Robin dokázali Vecnu pomocí zápalných lahví a zbraní těžce zranit, ale nebyli schopni zabránit otevření bran.

## Hodnocení
Postava Nancy Wheelerové, ztvárněná Nataliou Dyer, byla diváky pozitivně přijata. Příběh Nancy ve 3. řadě, kdy byla zaměstnána v The Hawkins Post, byl vnímán jako pohled tvůrců na sexismus a obtěžování na pracovišti.

### Ocenění
S dalšími představiteli hlavních postav získala ocenění za „nejlepší obsazení dramatického seriálu“ na Screen Actors Guild Awards. Dále byla nominována na cenu Young Artist Awards za „nejlepší výkon v televizním seriálu nebo filmu – teenagerská herečka“.